# Le Grand-Quevilly
Le Grand-Quevilly és un municipi francès, situat al departament del Sena Marítim i a la regió de Normandia. L'any 1999 tenia 26.679 habitants.